# Schistidium liliputanum
Schistidium liliputanum är en bladmossart som beskrevs av Hironori Deguchi 1978 [1979. Schistidium liliputanum ingår i släktet blommossor, och familjen Grimmiaceae. Inga underarter finns listade i Catalogue of Life.